# SYVAB
Syvab, som står för Sydvästra Stockholmsregionens VA-verksaktiebolag, är ett av kommunerna Botkyrka, Huddinge, Nykvarn, Salem, Stockholm och Södertälje gemensamt ägt aktiebolag som äger och driver avloppsreningsverket Himmerfjärdsverket.
Bolaget bildades 1964 och 1974 kunde anläggningen vid Himmerfjärden tas i bruk.

## Ägarfördelning
Ägarandelar av totalt 120 aktier:
- Botkyrka kommun 20 aktier
- Nykvarns kommun 20 aktier
- Salems kommun 20 aktier
- Stockholm Vatten AB 40 aktier
- Telgekoncernen 20 aktier